# Libitina
Na mitologia romana, Libitina era a deusa dos cadáveres e dos funerais. O campo semântico da palavra Libitina foi muito extenso, tendo em seu uso popular diversos significados desde o início do império. Por exemplo, apesar de Plutarco identificá-la como uma deusa dos funerais, a palavra libitina aparece como esquife (MARCIAL. 8.43.3 - 4), outrora como a pira (MARCIAL. 10.97.1), instalações funerárias (LÍVIO. 40.19.4, 41.21.6), para descrever as atividades do comércio funerário (Lex Puteolana. AE 1971, 88. II. 16 - 17; III. 20 - 1) e até, metaforicamente, para a própria morte (HORÁCIO. Odes, 3.30.7). Segundo John Bodel, a palavra foi utilizada pela primeira vez na Lei Juliana municipal inscrita em Heraclea, Lucania, pouco depois da morte de César, onde a frase libitinam facere foi usado para descrever as atividades do negócio funerário. Porém, identificamos seu uso sendo associado a questões de morte e funerais.
Plutarco (Numa 12.1) identifica Libitina como a deusa dos funerais, mas colocá-la entre as divindades do submundo seria provavelmente um equívoco, pois não há sinal de que Libitina tenha entrado no Panteão romano. Segundo Bodel não há indícios de templo, culto ou adoradores de Libitina.
Outra questão é que, em Roma, havia, supostamente, um bosque dedicado a Libitina, fora do Portão do Esquilino (BODEL, 1994; 2000), que forneceu uma base para os empreendedores funerários (libitinarii) e onde itens para o enterro poderia ser comprado, em conexão com a necrópole arcaica do Esquilino. Além disso, fontes literárias nos informam sobre a existência de um templo de Vênus no bosque de Libitina, levando a uma possível coexistência entre Libitina e Vênus no Bosque Sagrado. Por esta questão, e outras que iremos apontar, é possível que alguns historiadores tenham feito confusão em associar diferentes divindades. Mas estariam eles errados? Seriam realmente divindades diferentes? Vejamos o que algumas informações, entre documentos antigos e especulações de alguns historiadores, nos idicam.
No que tange as “possíveis origens” para seu culto, a partir de suas características, alguns dizem derivar do etrusco, relacionando a questão etimológica, hipótese que não é assegurada. Historiadores como Mario Torelli (1984) e Filippo Coarelli (1988) assimilam Vênus Libitina a Deusa Fortuna, Afrodite melainis ou Afrodite Epithymbia, sob este perspectiva a característica estaria ligada a tradições gregas. Segundo Scheid (2004), a partir das ideias de Lactâncio Placido, na obra In Statii Thebaida commentum (4.527), no início de nossa era a deusa teria sido vista sob a influência das idéias de Pitágores, como introdutória a imortalidade.
A busca pela sua origem está, geralmente, ligada a etimologia da palavra Libitina que, contudo, é desconhecida. Porém, segundo Bodel, o nome Libitina ou Lubentina “foi, provavelmente, em sua origem, não mais do que um topônimo relacionado ao etrusco lupu ou lupuce (= mortuus est) ” (2004: 136). Outros dizem derivar de libare, sacrificar, forma pouco convincente na visão de John Scheid (2004). Segundo Varro (De Lingua Latina, VI.6.47), seu nome deriva de libido (desejo ligado ao prazer sexual), sendo correlacionado, consequentemente, a Deusa Vênus. Tal correlação não se faz impossível. Assim como outras grandes divindades romanas, a Deusa Vênus teve vários epítetos referindo-se a diferentes aspectos de seu culto, além da interpretatio com outras divindades derivada do contato de Roma com outros povos na antiguidade.
Festus (De Verborum Significatione, 265.28) distingue claramente o bosque sagrado de Libitina e o Templo de Vênus durante o sacrifício da Vinalia Rustica. Ele diz que dois templos foram dedicados a Vênus, um no circo Maximus, e outro, no Bosque de Libitina, chamado Libitinensis. Vale ressaltar, contudo, que não se é dito o nome da deusa como Vênus Libitina, apenas que existe um templo no bosque de Libitina.
Entretanto, em oposição ao que foi dito anteriormente, Dionísio de Halicarnasso (IV.15.5), citando o cronista Piso, sugere que ele estava ciente da natureza da Vênus do bosque, chamada de Libitina. Ele nos diz que havia determinado pagamento para essa divindade por cada um dos habitantes da cidade que morria.
Outra possível associação pode estar ligada ao fato de que na literatura latina a intensidade do amor pode ser comparada à morte. A ideia de pessoas que matariam por amor ou seriam mortas por ele, é um clichê literário. O amor pode levar ao desespero e até a um desejo de morte, ainda que o suicídio raramente se concretizasse como tal. O ato de matar por amor e, portanto, a ocorrência de uma falha no controle da emoção, não seria considerada uma atitude boa e racional para um homem. Neste sentido a ideia de que Vênus estaria associada não ao desejo sexual, mas a paixão, a perda de controle racional, da lucidez. Algo mal visto aos olhos da sociedade romana.
A respeito do amor associado ao cunho sexual, como relação possível entre Libitina e Vênus – neste caso a Vênus Ericina cultuada, também, pelas prostitutas –, verificamos que a ligação entre sexo e morte era comum na antiguidade. Quando observamos o caso da prostituição, visto como um sexo baixo e improdutivo, observamos, também, os bordéis como um lugar de receber cadáveres, considerando que muitos “espermas morrem lá”.
Outros documentos que podemos citar são três inscrições funerárias que mencionam ab Luco Lubitina, Libitina ou Luben(tina). Scheid (2004: 16-7) cogita, deixado claro que sua opinião é apenas uma hipótese, que a expressão ab Luco Lubitina, pode fazer referência a um uicos, e não a um bosque sagrado. Então, quando Festus nos diz que o templo de Vênus está em Luco Libitinensi, talvez esteja fazendo referência ao uicos que ele se encontra.
Não sabemos se esta hipótese é válida. Contudo, isso não é o mais importante. As fontes, como demonstrado, não dão um suporte seguro sobre a relação de Vênus com Libitina, as características de Libitina ou mesmo a possível existência desta divindade. Mesmo entre os antigos estas questões eram incertas. Porém, a mera possibilidade da existência de Libitina, sendo mencionada em textos já apresentados, indicam que a realização dos funerais, rituais de inumação e cremação, possíveis sacrifícios, realizado pelos Libitinarii possuíam valores para além de uma ortopraxia romana, dando a esses agentes um caráter de importância religiosa.
Identificamos, portanto, na possível divindade, Libitina, e seus agentes, libitinarii, o entrelaço entre discussões e atitudes pautadas no âmbito pragmático e necessário para a boa manutenção da cidade; e de ordem filosófico-religiosa, baseado na crença, no caso da deusa, e nos diversos ritos dentro de um funeral que levava o indivíduo a purificação.